# Margarida do Palatinado
Margarida do Palatinado (em alemão:  Margarete von der Pfalz  e em francês:  Marguerite du Palatinat; 1376 – 26 de agosto de 1434) era a filha mais velha de Roberto, conde palatino do Reno e, mais tarde, imperador, e de Isabel de Nuremberga.

## Biografia
Pouco se sabe sobre a juventude de Margarida.
Era sobrinha-neta de Brígida da Suécia, parente das rainhas Santa Isabel da Hungria e Santa Isabel de Portugal, três soberanas canonizadas e que a inspiraram. Levou uma vida muito piedosa e caridosa mas, apesar de vários pedidos, nunca foi beatificada pela Igreja Católica.
O seu guia espiritual foi o Cartuxo Adolfo de Essen que ela conheceu em Sierck em 1403 e que, com seu apoio, propagou a prática do rosário. Ela era a protetora da capela Notre-Dame-du-Rosaire de Marienfloss fundada em 1415 por Adolfo.
A duquesa Margarida suporta com dignidade o adultério de seu marido com a belíssima Alison du May. Em 1419, a Duquesa, abandonada pelo marido, abraçou a vida religiosa e mudou-se para Marienfloss.
Ela morreu a 26 de agosto de 1434 em Einville-au-Jard, próximo de Lunéville, e foi sepultada na igreja da Colegiada de Saint-Georges, em Nancy. O seu corpo viria a ser transladado para o panteão ducal em 1746 a pedido do imperador Francisco I.

## Casamento e descendência

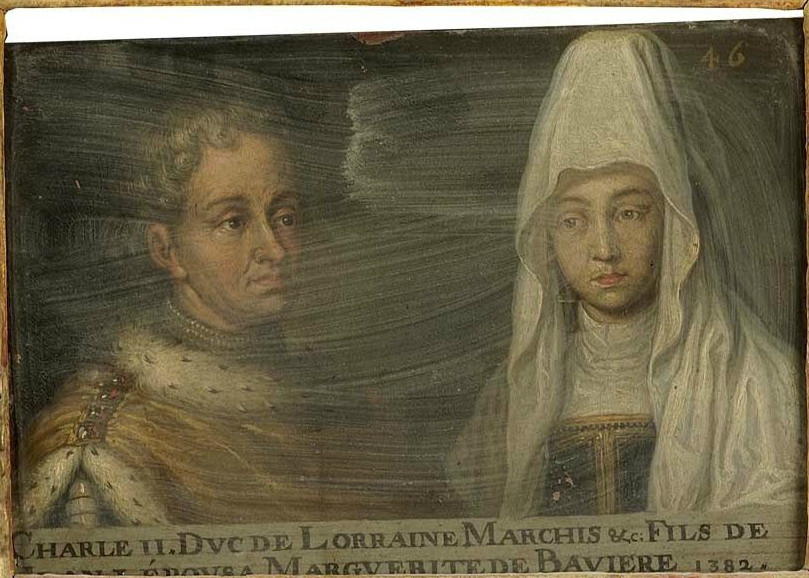
Retrato imaginário de Carlos II e de Margarida do Palatinado (século XVII)

A 16 de fevereiro de 1393, Margarida, com apenas 16 anos de idade, casou, em Kaiserslautern, com o duque Carlos II da Lorena, doze anos mais velho. Dada a sua consanguinidade, o Papa deu a necessária dispensa. Desse casamento nasceram quatro filhos mas apenas duas meninas atingiram a idade adulta:
- Isabel (Isabelle) (1400–1453), que sucedeu ao pai tornando-se Duquesa da Lorena suo jure; casou com Renato de Anjou,[4] ;
- Luís (Louis), † jovem;
- Raul (Raoul), † jovem;
- Catarina (Catherine) (1407–1439), que casou com Jaime I de Baden-Baden.